# Лариса Рикелме
Лариса Рикелме (шп. Larissa Riquelme; Асунсион, 22. фебруар 1985) је парагвајска глумица и манекенка.
До 2010. године, Лариса је била најплаћенији модел у Парагвају.
Постала је популарна изван њене земље за време Светског првенства 2010. у Јужној Африци, где је била навијачица фудбалске репрезентације Парагваја.